# Duas Igrejas (Miranda do Douro)
Duas Igrejas (en mirandais Dues Eigreijas) est une freguesia portugaise du Conselho de Miranda do Douro, avec 49,26 km2 de superficie et 599 habitants en 2011. Elle a une densité de 12,2 hab/km2. Situé à 6 kilomètres au sud-ouest par la nationale N221 de Miranda do Douro. Elle se compose de villages comme Vale de Mira, Quinta do Cordeiro.
Le village est connu pour sa danse traditionnelle des "Pauliteiros". Composé de 8 danseurs et de 3 musiciens : cornemuse mirandaise (en peau de chèvre), bombarde et flûte, le groupe tire son nom du mot «paulito» qui signifie petit bâton en langue mirandaise.

## Histoire
- 1258 : les premières traces du village voisin Cercio apparaissent dans des documents du roi Dom Afonso III
- 1323 : premières traces écrites du village dans un document du monastère de Moreruela, évoque l'existence de "Cerceno" et de "Dos Eglesias en terminos de Miranda
- XIXe siècle : premières exhibitions nationales des Pauliteiros devant le Roi Dom Luis du Portugal.
- 1945 : création par le Père Mourinho du groupe des Pauliteiros de Miranda dans les villages de Duas Igrejas et Cércio
- 1997 : édition d'une pièce de monnaie portugaise en escudo en l'honneur des pauliteiros.
- 1998 : Ier festival de Pauliteiros à Miranda do Douro
- 2004 : Participation de 150 Pauliteiros à la cérémonie de clôture de l'Euro 2004

## Patrimoine

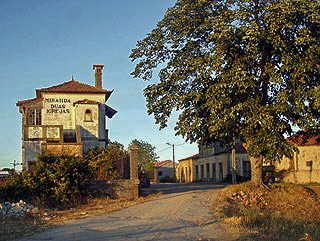
La station de Duas Igrejas, aujourd'hui délaissée.

- Église de Santa Eufémia (Duas Igrejas)
- Grotte Rupestre da Solhapa dans la partie reculée et agricole "Poço Picão"
- Église Notre-Dame du Mont (Nossa Senhor do Monte)
- Chapelle Notre-Dame de l'Ascension
- Station de Train de la Ligne do Sabor, avec un ensemble d'azulejos typiques.

## Divers
- Depuis 2011, la nouvelle voie rapide IC5 commence son parcours à Duas Igrejas et doit rejoindre Guimarães et Fafe.
- Le 15 août, le village fête Notre-Dame du Mont et reçoit plusieurs centaines personnes des environs.